# Eugene Hughes
Eugene Hughes (* 4. November 1955) ist ein irischer Snookerspieler aus Dún Laoghaire. In den 1980er und 1990er Jahren spielte er insgesamt 16 Jahre auf der Profitour.

## Karriere

### Aufstieg in die Top 32
Eugene Hughes wuchs in Dublin auf und begann mit 15 Jahren mit dem Snooker. Er wurde irischer U19-Meister im English Billiards und je zweimal irischer Amateurmeister im Snooker und im English Billiards. Zudem gewann er im Vereinigten Königreich die U19-Meisterschaften im Snooker sowie im English Billiards. Er spielte damals schon bei Pro-Am-Turnieren – Turnieren mit Profis und Amateuren – und bei der Amateurweltmeisterschaft 1978. 1980 trat er dann bei einem Qualifikationsturnier für die Profitour in Sheffield an und erreichte das Finale. Auch wenn er gegen Dave Martin verlor, wurde er ab der Saison 1981/82 Profi. Bei seinem ersten Profiturnier, den International Open, kam er gleich unter die Letzten 32. Bei der irisch-nordirischen Profimeisterschaft verlor er im Halbfinale gegen Alex Higgins. Und auch beim Bass and Golden Leisure Classic 1982 besiegte er Spieler wie Jim Meadowcroft und sicherte sich nach dem verlorenen Halbfinale gegen Mike Hallett noch Platz 3. Das Jahr darauf begann wieder mit der Runde der Letzten 32 bei den International Open und einer Halbfinalniederlage gegen Higgins bei der irischen Meisterschaft. Bei der Weltmeisterschaft gewann er dann erstmals zwei Runden und erreichte erstmals das Hauptturnier der Letzten 32 im Crucible Theatre. Die beiden internationalen Turniere waren in dieser Saison Ranglistenturniere und so stand er am Saisonende in der Weltrangliste selbst unter den Top 32. 1983/84 erreichte er beim International Open zum dritten Mal in Folge die Letzten 32, dasselbe gelang ihm beim Classic. Beim Professional Players Tournament kam er erstmals in ein Ranglisten-Viertelfinale. Dabei schlug er mit Terry Griffiths einen Top-10-Spieler.
In der Saison 1984/85 überstand er beim International Open nicht nur die Runde der Letzten 32, er besiegte auch noch die Nummer 5 der Weltrangliste Ray Reardon und Willie Thorne und erreichte mit dem Halbfinale sein bestes Ergebnis bei einem Ranglistenturnier. Bei den British Open kam er bis ins Viertelfinale und bei der Weltmeisterschaft spielte er zum zweiten Mal die Endrunde im Crucible und verlor ganz knapp mit 9:10 gegen Reardon. Bei der irischen Profimeisterschaft verpasste er erneut das Finale durch eine 5:6-Halbfinalniederlage gegen Dennis Taylor. Dieser war 1986 auch sein Gegner bei seinem dritten Auftritt im Crucible. Diesmal gewann der Ire mit 10:7 und hatte mit dem Achtelfinaleinzug sein bestes WM-Ergebnis. Daneben war das Achtelfinale beim Classic sein bestes Ranglistenresultat. Bei der irischen Meisterschaft scheiterte er ein weiteres Mal an Alex Higgins im Halbfinale. In der Weltrangliste verbesserte er sich in dieser Saison bis auf Platz 20, seine beste Karriereplatzierung. 
In der Folge blieb das International Open sein erfolgreichstes Turnier. 1986 erreichte er zum zweiten Mal das Halbfinale, das er knapp 8:9 gegen Neal Foulds verlor. Zuvor hatte er im Viertelfinale zum einzigen Mal in seiner Karriere den Weltranglistenersten und Vizeweltmeister Steve Davis geschlagen. Daneben erreichte er noch das Achtelfinale bei der UK Championship und er stand ein weiteres Mal in der Hauptrunde der Weltmeisterschaft, wo er mit 9:10 gegen den Weltranglisten-8. Joe Johnson verlor. Bei der irischen Profimeisterschaft blieb das Halbfinale die zeitlebens unüberwindliche Hürde, diesmal war Joe O’Boye Endstation.  In dieser Zeit war er zusammen mit den beiden Nordiren Taylor und Higgins auch als irisches Team sehr erfolgreich. 1985 gewannen sie erstmals den Team World Cup und verteidigten den Titel in den nächsten beiden Jahren. Danach durften Irland und Nordirland nicht mehr gemeinsam antreten.

### Zu Ende gehende Profikarriere und Amateurjahre
1987/88 war das Viertelfinale beim International Open das beste Ergebnis von Hughes. Bei Nicht-Ranglistenturnieren stand er noch zwei weitere Male unter den Letzten 8. In der Rangliste trat er damit auf der Stelle. In der folgenden Saison erreichte er beim Grand Prix das Achtelfinale. Sonst war bei Ranglistenturnieren inklusive der Weltmeisterschaft fünfmal in der Runde der Letzten 32 Schluss. Und bei der irischen Profimeisterschaft im Halbfinale gegen Alex Higgins. 1989/90 gab es ein Achtelfinale bei den British Open, aber nur noch dreimal die Runde der Letzten 32. Als er es am Ende der Saison auch bei der WM nicht mehr ins Crucible schaffte, fiel er auch aus den Top 32 heraus.
1990 schaffte er es beim Grand Prix noch einmal ins Viertelfinale, wo er gegen Jimmy White verlor. Die anderen Ergebnisse ließen aber immer mehr nach und er kam in dieser Saison kein weiteres Mal über die Letzten 64 hinaus. In der Saison 1991/92 war zweimal die Runde der Letzten 32 das beste Ergebnis. Sechsmal schied er schon in der Auftaktrunde aus. Dasselbe in der Saison darauf. Und als er 1993/94 gar nicht mehr über die Letzten 64 hinauskam, fiel er auch aus den Top 64 der Rangliste heraus. Damit musste er bei den Turnieren in die Vorrunden und trotzdem gelangen ihm auch gegen schwächere Gegner immer weniger Siege. In den nächsten beiden Jahren schaffte er nicht mehr als die Runde der Letzten 96 und Saison 1996/97 kam er gar nur noch einmal bei der UK Championship unter die Letzten 128. In der Weltrangliste fiel er bis auf Platz 169 zurück. Da nach der Öffnung der Profiturniere zu Beginn der 90er mit Beginn der Saison 1997/98 wieder eine Begrenzung der zugelassenen Profis eingeführt wurde, war er nicht mehr für die Main Tour qualifiziert. Auch bei den Qualifikationsturnieren war er chancenlos und fiel auf die zweitklassige UK Tour zurück. Als er auch dort relativ erfolglos blieb, beendete er 1998 im Alter von 43 Jahren seine Profikarriere. 
Danach spielte er noch die Masters-Turniere bei der Europameisterschaft, wo er 2001 mit einem 6:3-Sieg über Joe Delaney den Titel holte und 2002 im Finale stand. 2004 unterlag er Dene O’Kane im Finale des Masters der Amateurweltmeisterschaft. 2007 trat er letztmals bei einer internationalen Mastersmeisterschaft an und spielte danach noch im irischen Amateursnooker.

## Erfolge
Ranglistenturniere:
- Halbfinale: International Open (1984, 1986)
- Viertelfinale: Professional Players Tournament (1983), British Open (1985), International Open (1987), Grand Prix (1990)

Andere Profiturniere:
- Halbfinale: Irish Professional Championship (1982, 1983, 1985–1987, 1989), Bass and Golden Leisure Classic (1982), Fosters Professional (1988)

Teamwettbewerb:
- Sieger: World Cup (1985–1987)

Qualifikationsturniere:
- Finale: Professional Ticket Event (1980)

Amateurturniere:
- Irischer Amateurmeister (1978, 1979)
- Masters-Europameister (2001)